# Ladislav Kos
Ladislav Kos (* 31. května 1958 Praha) je český politik, podnikatel a technik-ekonom, v letech 2016 až 2022 senátor za obvod č. 19 – Praha 11, bývalý místopředseda Senátorského klubu SEN 21 a Piráti a místopředseda hospodářského výboru Senátu. Do května 2023 byl členem Hnutí pro Prahu 11, v letech 2010 až 2023 působil jako zastupitel městské části Praha 11 (v letech 2014 až 2016 byl také 1. místostarostou městské části).

## Život
Vystudoval SPŠ chemickou, Křemencová v Praze a následně Vysokou školu chemicko-technologickou v Praze (získal titul Ing.).
Byl zaměstnán v několika chemických podnicích na technických pozicích a posléze dvacet let v oblasti chemie, odpadů a metalurgie podnikal.
Je ženatý, má dvě dospělé děti a dvě vnoučata.
Ve volném čase se věnuje zejména sportu – turistice, silniční cyklistice a běhu na lyžích.

## Politické působení
Byl členem Hnutí pro Prahu 11. V listopadu 2011 se stal členem výboru hnutí a v roce 2013 pak místopředsedou. Dne 3. května 2023 byl z HPP 11 vyloučen.
Do komunální politiky vstoupil, když byl ve volbách v roce 2010 zvolen za Hnutí pro Prahu 11 zastupitelem městské části Praha 11. Za stejné hnutí kandidoval také do Zastupitelstva hlavního města Prahy, ale neuspěl. Ve volbách v roce 2014 obhájil za Hnutí pro Prahu 11 post zastupitele městské části, ale do celopražského zastupitelstva se opět nedostal (kandidoval jako člen HPP 11 za subjekt „Sdružení Nezávislých Občanů Prahy, SNOP – Praha“). Dne 10. listopadu 2014 se stal 1. místostarostou městské části. Avšak dne 17. března 2016 byl ze své funkce odvolán, čímž se rozpadla i koalice městské části. Ve volbách v roce 2018 opět obhájil za Hnutí pro Prahu 11 post zastupitele městské části. V komunálních volbách v roce 2022 kandidoval do zastupitelstva Prahy 11 ze 4. místa kandidátky HPP 11. Mandát zastupitele městské části se mu podařilo obhájit. Dne 4. května 2023 na mandát rezignoval.
Ve volbách do Poslanecké sněmovny PČR v roce 2013 kandidoval jako člen HPP 11 na kandidátce hnutí ANO 2011 v hlavním městě Praze, ale neuspěl.
Ve volbách do Senátu PČR v roce 2016 kandidoval za HPP 11 v obvodu č. 19 – Praha 11. Jeho kandidaturu podporovali také SZ, Piráti a KDU-ČSL. Se ziskem 16,67 % hlasů postoupil z druhého místa do druhého kola, v němž nakonec porazil poměrem hlasů 55,89 % : 44,10 % kandidátku hnutí ANO 2011 Helenu Válkovou a stal se senátorem.
Ve volbách do Senátu PČR v roce 2022 obhajoval za Zelené, HPP 11 a SEN 21 svůj mandát v obvodu č. 19 – Praha 11. V prvním kole skončil druhý s podílem hlasů 16,88 %, a postoupil tak do druhého kola, v němž se utkal s kandidátkou koalice SPOLU (tj. ODS, KDU-ČSL a TOP 09) Hanou Kordovou Marvanovou. V něm prohrál poměrem hlasů 32,12 % : 67,87 %, a mandát senátora se mu tak nepodařilo obhájit.

## Boj proti korupci
V roce 2018 získal od protikorupčního projektu Rekonstrukce státu ocenění jako druhý nejlepší senátor, který se mimořádně zasadil o prosazení opatření pro transparentnější stát a větší kontrolu nad veřejnými rozpočty. V roce 2020 byl v rámci tohoto projektu znovu oceněn jako jeden z osmi senátorů, kteří nejsilněji prosazovali antikorupční zákony.

## Informace o činnosti v Senátu
Senátor Kos každoročně informoval o své činnosti v horní komoře Parlamentu na své webové stránce, naposledy ve sloupku Šestý rok senátorem.